# Aeroportul Iskandar
Aeroportul Iskandar (IATA: PKN, ICAO: WAGI) este un aeroport din Pangkalanbun⁠(d), Central Kalimantan⁠(d), Indonezia. Aeroportul a fost tranzitat în 2018 de 662.245 de pasageri.
Situat la o altitudine de 25 m, aeroportul dispune de o singură pistă.